# زدوبین
زدوبین (به چکی: Zdobín) یک منطقهٔ مسکونی در جمهوری چک است که در شهرستان تروتنوف واقع شده‌است.